# Runchomyia humboldti
Runchomyia humboldti är en tvåvingeart som först beskrevs av Lane och Cerquiera 1942.  Runchomyia humboldti ingår i släktet Runchomyia och familjen stickmyggor. Inga underarter finns listade i Catalogue of Life.